# Oratorio del Gonfalone
Oratorio del Gonfalone, emellanåt benämnt Santi Pietro e Paolo del Gonfalone, är en byggnad i närheten av Via Giulia i rione Ponte i centrala Rom. Den tjänade tidigare som oratorium för Arciconfraternita del Gonfalone, ett kristet brödraskap, grundat 1264, som ursprungligen ägnade sig åt bön och botgöring. Under senare delen av 1500-talet friköpte brödraskapet kristna slavar från turkarna.
Oratoriet uppfördes mellan 1544 och 1547 ovanpå 700-talskyrkan Santa Lucia ad flumen (’Sankta Lucia vid floden’, det vill säga Tibern). Den äldre kyrkan kom att fungera som oratoriets krypta. Fasaden uppfördes efter ritningar av Domenico Castelli.
Oratoriet smyckades under 1550- och 1560-talen med fresker i manieristisk stil, utförda av en rad av dåtidens främsta konstnärer. Freskcykeln består av tolv målningar som framställer Jesu lidandes historia.
1. Kristi intåg i Jerusalem av Il Bertoja
2. Den sista måltiden av Livio Agresti
3. Kristus i Getsemane örtagård av Domenico da Modena (eventuellt identisk med Domenico Carnevali)
4. Jesu gripande av Marcantonio del Forno
5. Kristus inför Kajafas av Raffaellino da Reggio
6. Kristi gisslande av Federico Zuccari
7. Törnekröningen av Cesare Nebbia
8. Ecce Homo av Cesare Nebbia
9. Kristus bär sitt kors till Golgata av Livio Agresti
10. Korsfästelsen av Guidonio Guelfi del Borgo
11. Nedtagandet från korset av Daniele da Volterra (attribueras emellanåt till Giacomo Rocca, en av hans elever)
12. Kristi uppståndelse av Marco Pino

Sedan 1960 är det forna oratoriet säte för Coro Polifonico Romano, som emellanåt anordnar konserter i byggnaden.
Interiörens fresker restaurerades mellan 1999 och 2002.

## Bilder

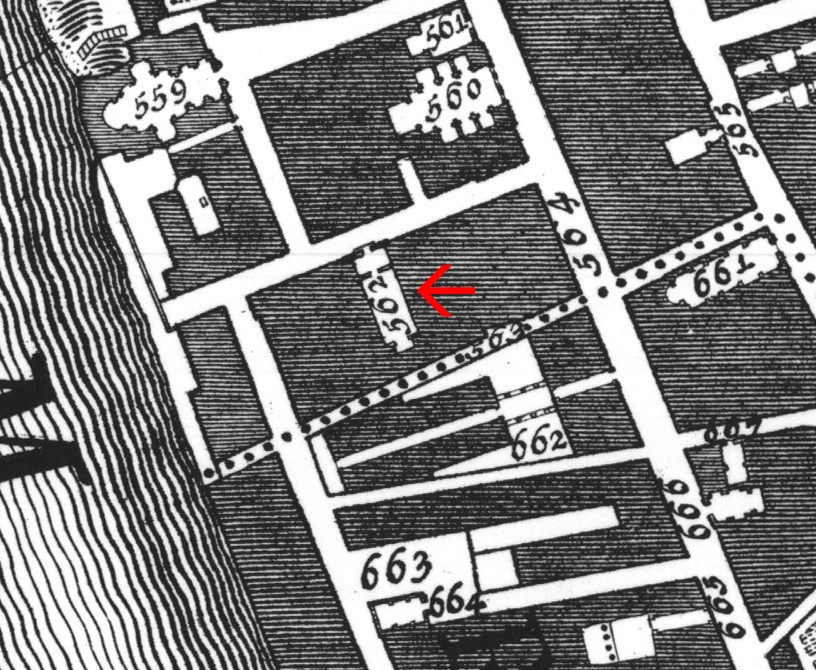
Oratorio del Gonfalone (nummer 562 vid den röda pilen) på Giovanni Battista Nollis Rom-karta från 1748.